# Hepatitis A
Hepatitis A (tidligere kendt som smitsom leverbetændelse) er en akut infektiøs sygdom i leveren forårsaget af hepatitis A-virussen (HAV). Mange tilfælde har få eller ingen symptomer, især i yngre mennesker. Det tager mellem to og seks uger fra infektion til symptomerne udvikler sig. Når der er symptomer, vil de typisk vare omkring otte uger og kan omfatte: kvalme, opkastning, diarré, gul hud, feber og mavesmerter. Omkring 10-15% af alle mennesker oplever en gentagelse af symptomer i løbet af seks måneder efter den oprindelige infektion. Akut leversvigt kan i sjældne tilfælde forekomme, dette er er mere almindeligt i ældre patienter.
Virusen spredes normalt ved at spise eller drikke mad eller vand, som er inficerede med afføring. Skaldyr , der ikke er tilstrækkelig kogt, er en relativt fælles kilde. Det kan også spredes ved nærkontakt med en smittefarlig person. Børn har ofte ikke symptomer, når de er smittet, men er dog stadig i stand til at inficere andre. Efter en infektion bliver en person immun for resten af sit liv. Diagnose kræver blodprøver, da symptomerne ligner en række andre sygdommes symptomer. Der er feme kendt hepatitis vira: A, B, C, D, og E.
Hepatitis A-vaccinationen er effektiv til forebyggelse. Nogle lande anbefaler, at den rutinemæssigt bliver givet til børn og unge i højrisiko-grupper, som ikke tidligere er blevet vaccineret. Der er indikationer om, at en vaccine er effektiv hele livet. Andre forebyggende foranstaltninger omfatter håndvask og korrekt tilberedning af mad. Der er ingen specifik behandling for Hepatitis A, men hvile og lægemidler mod kvalme eller diarré anbefales efter behov. Infektionerne forsvinder normalt af sig selv uden efterfølgende leversygdomme. Hvis der opstår akut leversvigt, bliver det behandlet med lever transplantion.
Globalt opstår omkring 1,5 millioner symptomatiske tilfælde hvert år , men der er sandsynligvis millioner af infektioner. Hepatitis A er almindeligere i områder af verden med dårlige sanitære forhold og ikke nok rent vand. I udviklingslandene er omkring 90% af alle børn blevet smittet, når de fylder 10 år, og er dermed immune i voksenalderen. Der forekommer ofte udbrud i moderat udviklede lande, hvor børn ikke skal udsættes, når unge, og der er ikke udbredt vaccination. I 2010 resulterede akut hepatitis A i 102.000 dødsfald. Verdens Hepatitis-Dag, som falder hvert år den 28. juli, har til formål at øge bevidstheden om viral hepatitis.